# Anochetus bequaerti
Anochetus bequaerti es una especie de hormiga carnívora del género Anochetus, categorizada en la tribu Ponerini, de la subfamilia Ponerinae. Fue descrita por Forel en 1913.

## Distribución
Se distribuye por África: Benín, Camerún, República Centroafricana, República Democrática del Congo, Gabón, Ghana, Guinea, Costa de Marfil, Kenia, Sudáfrica, Suazilandia, Tanzania, Uganda, Zambia y Zimbabue.

## Hábitat
Habita en la selva tropical y litoral, bosque primario y húmedo tropical, la hojarasca y en la madera podrida. Se ha encontrado a elevaciones de 5 hasta 1600 m s. n. m.